# 日置秀一
日置 秀一（へき しゅういち、1984年（昭和59年）4月18日 - ）は、日本のプロボウラー。YouTuber。身長173cm、体重68kg、血液型O型。以前はT-MAXボウル所属だったが、現在はフリー。用具契約もかつてはハイ・スポーツだったが、現在はフリ一。永久A級ライセンス取得者。JPBA公認A級インストラクター。通算4勝（シーズントライアル6回）、800シリーズ達成1回、パーフェクトゲーム達成9回、7-10スプリットメイド5回を誇る。

## 来歴
熊本県出身。秀岳館高校卒。
2004年に43期としてプロ入り（ライセンスNo1050）。
2009年度の全日本選手権で、プロ入り初タイトルを獲得。
2018年のMKチャリティカップで2勝目。
ROUND1 GRAND CHAMPIONSHIP BOWLING 2018男子レギュラー部門で3勝目。
2019年の東海オープンで4勝目を挙げた。
自身のYouTubeチャンネル「HEKI（日置）」では新製品ボールの投球レポートを中心に発信している。
フリーになった現在は自身オリジナルのアパレル・ウェアーなどの企画・販売も行なっている。